# Cœur Défense
La Cœur Défense è un grattacielo che ospita uffici di proprietà della Lone Star Funds e Amundi, situato a La Defense a Courbevoie, comune nei pressi di Parigi, in Francia.